# João Lisboa
João Lisboa é uma cidade brasileira do estado do Maranhão. Sua população estimada em 2022 foi de 24.709 habitantes, segundo o IBGE e sua área é de 1.137,104 km².

## História
Em decorrência do desbravamento da parte Oeste do estado do Maranhão, fez-se surgir em 1930 um pequeno povoado “Gameleira”, na área de abrangência do município de Imperatriz. O primeiro morador a dar início ao processo de povoamento, foi o senhor Joaquim Alves da Silva, que pelo fato de construir o seu barracão nas proximidades de uma grande arvore de gameleira, aquele morador ficou conhecido como Joaquim Gameleira. Foi também da grande árvore que se originou o nome do povoado.
O desmembramento de Imperatriz e a elevação do povoado à condição de município, ocorreu no dia 22 de dezembro de 1961. A então Gameleira passa a chamar-se João Lisboa, em homenagem ao escritor maranhense João Francisco Lisboa.

## Geografia
A área do município de João Lisboa é de 1.135,08 quilômetros quadrados, o que o coloca na posição 90 dentre as 217 cidades do Maranhão.
| Área da unidade territorial [2024] | 1.135,080 km²                                              |
| Hierarquia urbana [2018]           | Centro Local                                               |
| Região de Influência [2018]        | Arranjo Populacional de Imperatriz/MA - Capital Regional C |
| Região intermediária [2024]        | Imperatriz                                                 |
| Região imediata [2024]             | Imperatriz                                                 |
| Mesorregião [2022]                 | Oeste Maranhense                                           |
| Microrregião [2022]                | Imperatriz                                                 |

Fonte: IBGE
| Bioma predominante [2024]             | Amazônia |
| Área urbanizada [2019]                | 7,28 km² |
| Esgotamento sanitário adequado [2010] | 6,8 %    |
| Arborização de vias públicas [2010]   | 76,7 %   |
| Urbanização de vias públicas [2010]   | 0,4 %    |

Fonte: IBGE
Educação
| Taxa de escolarização de 6 a 14 anos de idade [2010]             | 99,3 %           |
| IDEB – Anos iniciais do ensino fundamental (Rede pública) [2023] | 5,3              |
| IDEB – Anos finais do ensino fundamental (Rede pública) [2023]   | 4,2              |
| Matrículas no ensino fundamental [2023]                          | 4.217 matrículas |
| Matrículas no ensino médio [2023]                                | 962 matrículas   |
| Docentes no ensino fundamental [2023]                            | 327 docentes     |
| Docentes no ensino médio [2023]                                  | 53 docentes      |
| Número de estabelecimentos de ensino fundamental [2023]          | 42 escolas       |
| Número de estabelecimentos de ensino médio [2023]                | 3 escolas        |

Fonte: IBGE
Economia
| PIB per capita [2021]                                                                           | 11.431,55 R$      |
| Índice de Desenvolvimento Humano Municipal (IDHM) [2010]                                        | 0,641             |
| Total de receitas brutas realizadas [2023]                                                      | 111.687.692,13 R$ |
| Transferências correntes (Percentual em relação às receitas correntes brutas realizadas) [2023] | 95,10 %           |
| Total de despesas brutas empenhadas [2023]                                                      | 102.308.705,10 R$ |

Fonte: IBGE
| Salário médio mensal dos trabalhadores formais [2022]                                             | 1,6 salários mínimos |
| Pessoal ocupado [2022]                                                                            | 3.140 pessoas        |
| População ocupada [2022]                                                                          | 12,71 %              |
| Percentual da população com rendimento nominal mensal per capita de até 1/2 salário mínimo [2010] | 45,5 %               |

Fonte: IBGE
Saúde
| Mortalidade Infantil [2023]              | 25,51 óbitos por mil nascidos vivos    |
| Internações por diarreia pelo SUS [2024] | 0,0 internações por 100 mil habitantes |
| Estabelecimentos de Saúde SUS [2009]     | 7 estabelecimentos                     |

Fonte: IBGE

## Prefeitos
- Sálvio Dino (1989 - 1993)
- Raimundo Cabeludo (1993 - 1996)
- Sálvio Dino (1997 - 2000)
- Francisco Holanda (2001 - 2004)
- Emiliano Menezes (2005 - 2008)
- Emiliano Menezes (2009 - 2012)
- Jairo Madeira (2013 - 2020)
- Vilson Soares Ferreira Lima (2021 - 2024)